# Euophrys alabardata
Euophrys alabardata là một loài nhện trong họ Salticidae.
Loài này thuộc chi Euophrys. Euophrys alabardata được Lodovico di Caporiacco miêu tả năm 1947.